# OGLE-TR-132
OGLE-TR-132 (V742 Carinae) – gwiazda położona w gwiazdozbiorze Kila, odległa o około 4900 lat świetlnych od Ziemi.

## Charakterystyka
Jest to żółto-biały karzeł, gwiazda ciągu głównego należąca do typu widmowego F. Ma temperaturę 6210 K, wyższą niż fotosfera Słońca, masę o 26% większą niż Słońce i promień większy o 34%.

## Układ planetarny
W 2004 w ramach programu OGLE zaobserwowano tranzyty krążącej wokół niej planety, która została oznaczona OGLE-TR-132 b. Obiekt ten jest gorącym jowiszem, ma masę nieznacznie większą od masy Jowisza i promień 1,23 ± 0,07 promienia Jowisza. Jej okres obiegu jest bardzo krótki, równy 1,7 doby. Wskutek bliskości gwiazdy (0,03 au) planeta rozgrzewa się do temperatury 2000 K.